# Reality (filme de 2023)
Reality é um filme americano de drama de 2023 dirigido por Tina Satter, com roteiro de Satter e James Paul Dallas, adaptado da transcrição do interrogatório do FBI do denunciante da inteligência americana Reality Winner, que Satter encenou anteriormente como a peça Is This A Room. É estrelado por Sydney Sweeney como Winner, com Marchánt Davis e Josh Hamilton em papéis coadjuvantes.
Reality estreou no Festival Internacional de Cinema de Berlim de 2023 em 18 de fevereiro de 2023. Foi lançado em 29 de maio de 2023, pela HBO Films. Recebeu aclamação da crítica, com elogios pela direção de Satter e pela atuação de Sweeney.

## Elenco
- Sydney Sweeney como Reality Winner
- Marchánt Davis como Taylor (R. Wallace Taylor)
- Josh Hamilton como Garrick (Justin C. Garrick)

## Produção

### Desenvolvimento
O filme retrata o interrogatório da denunciante Reality Winner, que ocorreu no dia de sua prisão em 3 de junho de 2017. Winner, uma ex-membro alistaao da Força Aérea dos Estados Unidos e tradutor da NSA, vazou um relatório de inteligência sobre a interferência russa nas eleições dos Estados Unidos de 2016 para o site de notícias The Intercept. Winner foi confrontada em sua casa em Augusta, Geórgia, pelos agentes do FBI R. Wallace Taylor e Justin C. Garrick, que a interrogou ao longo de uma hora em um quarto não utilizado na casa.
Tina Satter transformou a transcrição do interrogatório na apresentação de teatro literal Is This A Room (com base na citação "Is this is a room? Is that a room?" Falado por um dos interrogadores), que estreou no The Kitchen em 2019 antes de uma longa corrida Off-Broadway no Vineyard Theatre no final daquele ano. A produção estrelou Emily Davis como Winner, com Pete Simpson e TL Thompson como interrogadores, e Becca Blackwell como "Homem desconhecido", uma classificação na transcrição para diálogo de vários agentes do FBI que estavam inspecionando a casa de Winner durante o interrogatório. A peça estreou na Broadway no Lyceum Theatre em 10 de outubro de 2021 e fechou em 27 de novembro de 2021. A própria Winner não estava envolvida com a produção durante sua execução inicial na Off-Broadway devido à sua prisão, e não conseguiu ver a produção da Broadway devido a ainda estar em prisão domiciliar, mas falou com a equipe criativa extensivamente após sua libertação da prisão e chamada de vídeo para a chamada de cortina da apresentação da noite de abertura.
Em junho de 2022, foi anunciado que Is This A Room seria adaptado para um filme, com Sydney Sweeney, Marchánt Davis e Josh Hamilton estrelando e Satter dirigindo em sua estreia no cinema, a partir de um roteiro que ela escreveu ao lado de James Paul Davis. Em preparação para seu papel, Sweeney assistiu a entrevistas e falou com a verdadeira Winner pelo Zoom e por mensagens. Sweeney usou essas conversas para entender o jeito de fala de Winner que ela imitaria. Consciente do trabalho de Winner como treinadora de ioga e instrutora de CrossFit, Sweeney também treinou para aumentar sua massa muscular, em alguns casos usando exercícios que Winner postou em seu Instagram. Além de suas conversas com Sweeney, Winner consultou os departamentos de figurino e arte durante todo o processo de produção.

### Filmagens
As gravações começaram em maio de 2022, ao longo de 16 dias. As filmagens externas foram feitas no início da produção, com os últimos 9-10 dias focados nas filmagens dentro do cenário da sala. Toda a sequência de interrogatório foi filmada em ordem, o que Sweeney achou incomum devido à maioria das produções em que ela havia trabalhado filmando fora de ordem.

## Lançamento
O filme recebeu sua estreia mundial no Festival Internacional de Cinema de Berlim de 2023 em 18 de fevereiro de 2023. Pouco depois, a HBO Films adquiriu os direitos de distribuição do filme.

## Recepção

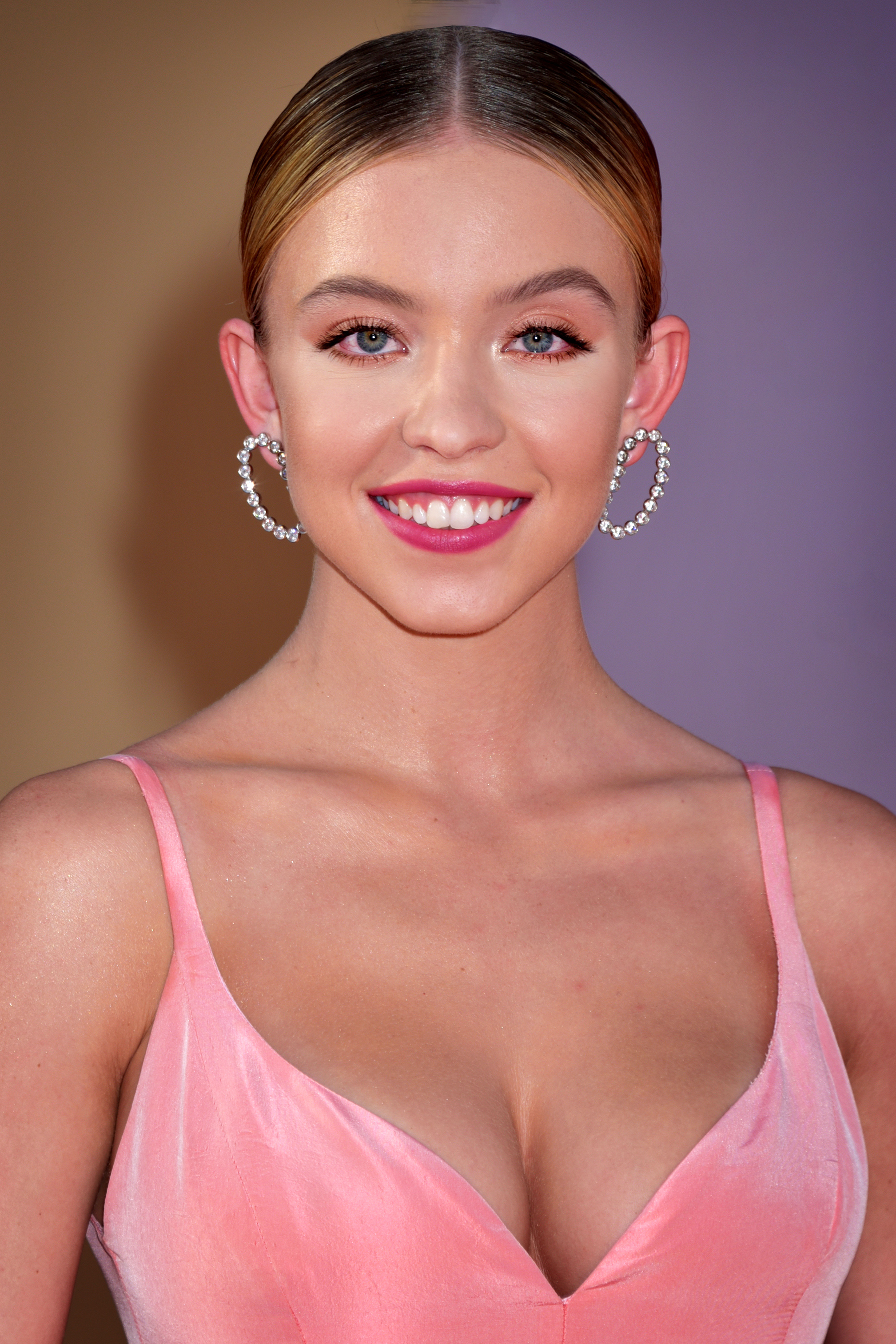
A performance de Sydney Sweeney ganhou ampla aclamação da crítica.

Reality recebeu críticas positivas dos críticos na Berlinale, com elogios voltados para a direção de Satter, bem como para as performances do elenco (particularmente de Sweeney). No site do agregador de críticas Rotten Tomatoes, o filme tem uma classificação de aprovação de 97%, com base em 31 críticas e uma classificação média de 7,8/10. O Metacritic, que usa uma média ponderada, atribuiu uma pontuação de 86 em 100, com base em 17 avaliações que indicam "aclamação universal".
David Rooney, do The Hollywood Reporter, elogiou a transição do cenografia minimalista de Is This A Room para a recriação realista do filme da casa de Winner, observando "Satter mostra o comando infalsível do meio para um diretor de cinema pela primeira vez", destacando o uso do close como uma tradução direta da narrativa surreal da peça.